# Prima presidenza di Donald Trump
La prima presidenza di Donald Trump è iniziata a mezzogiorno del 20 gennaio 2017, quando, subito dopo il suo giuramento, Trump è diventato il 45º Presidente degli Stati Uniti d'America, succedendo a Barack Obama.
Trump, repubblicano, era un ricco imprenditore residente nello Stato di New York al momento della sua vittoria nelle elezioni presidenziali del 2016, in cui prevalse sulla candidata democratica Hillary Clinton. Mike Pence, già governatore dell'Indiana, lo stesso giorno ha assunto la carica di vicepresidente.
Trump è stata la persona più anziana a diventare presidente statunitense, avendo 70 anni e 7 mesi al momento del suo insediamento (20 gennaio 2017), primato poi superato dal suo successore, Joe Biden, insediatosi come presidente il 20 gennaio 2021, a 78 anni e due mesi.

## Antefatti e insediamento

### L'esito elettorale
Al termine di un'aspra e controversa campagna elettorale, Donald Trump vinse con sorpresa della maggior parte dei mass media le elezioni presidenziali dell'8 novembre 2016. Il collegio elettorale lo ha formalmente eletto il 19 dicembre 2016, risultato certificato dal rinnovato Senato il 6 gennaio 2017.

### Il processo di transizione presidenziale

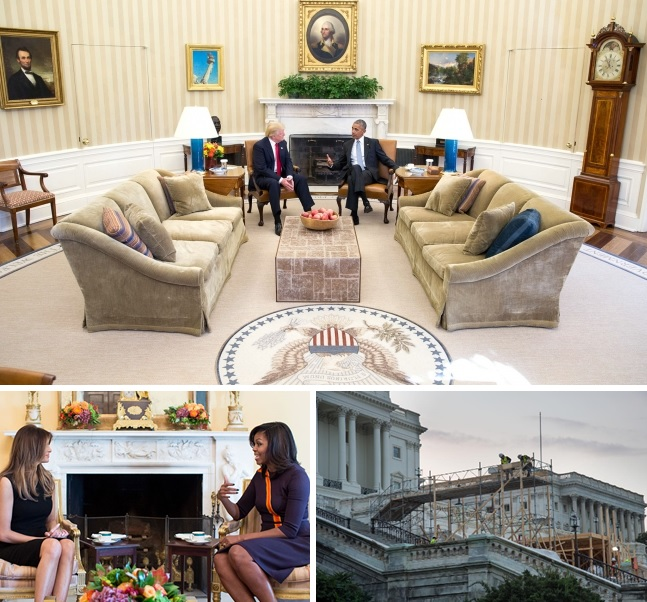
In alto il primo incontro alla Casa Bianca tra Trump e Obama il 10 novembre 2016, in basso a sinistra il contemporaneo incontro tra le first lady, sulla destra i preparativi per la cerimonia di insediamento.

Nei mesi precedenti l'elezione, Trump aveva designato Chris Christie alla guida della sua squadra di transizione presidenziale, che i maggiori candidati formano durante la campagna elettorale per prepararsi a un'eventuale vittoria. Dopo l'elezione, tuttavia, il vicepresidente eletto Mike Pence rimpiazzò Christie, ancora coinvolto in controversie politiche legate al Bridgegate, il quale restò nella squadra come vicepresidente insieme al senatore Jeff Sessions, all'ex generale dell'esercito Mike Flynn, all'ex sindaco di New York Rudy Giuliani, all'ex candidato alle primarie Ben Carson e all'ex speaker della Camera dei Rappresentanti Newt Gingrich; tutte figure tra le più rappresentative che avevano appoggiato Trump nella corsa alla Casa Bianca.
La squadra di transizione, dotata anche di un sito ufficiale (Greatagain.gov), aveva aperto un ufficio nelle vicinanze della Casa Bianca nella prima settimana di agosto 2016. Dopo la vittoria dell'8 novembre, Trump, nei pressi del suo quartier generale alla Trump Tower, iniziò a ricevere il President's Daily Brief, oltre ai rapporti classificati a cui già aveva accesso come candidato Presidente, e a collaborare più strettamente con l'amministrazione uscente in vista del suo insediamento. Già il 10 novembre Barack Obama e la moglie Michelle ospitarono per la prima volta alla Casa Bianca il Presidente eletto e la futura first lady Melania. Nei giorni a seguire Trump e la sua squadra iniziarono ad individuare i membri del suo Gabinetto, a dare disposizioni su circa quattromila dipendenti di svariate agenzie governative il cui servizio risponde direttamente alla Presidenza, ad organizzare il soggiorno del Presidente alla Casa Bianca e a Camp David, oltre a quello del Vicepresidente al Number One Observatory Circle; organizzare con l'United States Strategic Command la trasmissione dei cosiddetti Gold Codes, ovvero i codici per autorizzare l'uso delle armi nucleari, e a dare direttive al personale civile più anziano sulle priorità della nuova amministrazione. Per limitare futuri conflitti d'interesse, Trump iniziò anche a trasferire i suoi asset in un blind trust e a cedere il controllo della Trump Organization agli altri dirigenti della società, in particolare ai figli maggiori Donald Jr., Ivanka e Eric.
A fine novembre 2016, presentando il programma per i suoi primi 100 giorni di governo, evitando di menzionare alcune delle promesse più controverse della campagna elettorale, Trump spiegò di voler focalizzare la prima parte del suo mandato su sei punti in particolare: il ritiro dal TPP, la revoca di diverse restrizioni introdotte dall'amministrazione precedente sullo sfruttamento delle risorse naturali (incluse sulla produzione di gas da argille e carbone), semplificare la legislazione sulle imprese, rafforzare le misure contro gli attacchi informatici, adottare misure contro gli abusi del sistema d'immigrazione e introdurre un divieto per i funzionari governativi di lavorare per le lobby nei cinque anni successivi all'aver lasciato l'incarico pubblico.
Tra novembre e dicembre istituì inoltre un forum economico presieduto da Stephen A. Schwarzman, co-fondatore del Blackstone Group, con la funzione di consultarsi regolarmente con il futuro presidente e formulare idee allo scopo di aumentare l'occupazione e la produttività del paese; tra i partecipanti l'amministratore delegato di Tesla e SpaceX Elon Musk, l'AD di Uber Travis Kalanick, l'AD di PepsiCo Indra Nooyi, il presidente di JPMorgan Jamie Dimon, la presidente della General Motors Mary Barra e Bob Iger, presidente di Disney.

### La cerimonia inaugurale
Le celebrazioni per l'insediamento del nuovo presidente iniziarono il 19 gennaio 2017, quando Trump e Pence, dopo aver omaggiato i militari caduti all'Arlington National Cemetery in Virginia, presenziarono il concerto Make America Great Again! Welcome Celebration nei pressi del Lincoln Memorial; tra gli artisti ad esibirsi Toby Keith, Sam Moore, Lee Greenwood, Big & Rich, 3 Doors Down, The Piano Guys e The Frontmen of Country, con la partecipazione di Jon Voight, uno dei pochi attori hollywoodiani ad aver sostenuto Trump in campagna elettorale. Diversi artisti più celebri, tra cui Elton John e il gruppo The Beach Boys, declinarono invece l'invito a partecipare, mentre altri, come Jennifer Holliday, si tirarono fuori dopo aver accettato a causa delle critiche ricevute.
Il giorno seguente, come da tradizione di fronte alla facciata ovest del Campidoglio, la 58ª cerimonia d'insediamento iniziò alle 9:30 circa, culminando con il giuramento di Trump davanti al Presidente della Corte suprema John G. Roberts a mezzogiorno.
Furono presenti, oltre al Presidente uscente, anche gli ex presidenti George W. Bush, Bill Clinton e Jimmy Carter, tutti con le rispettive consorti, mentre una sessantina di membri democratici del Congresso boicottarono la cerimonia. Tra i rappresentanti religiosi parteciparono il cardinale Timothy Dolan, i reverendi Franklin Graham e Samuel Rodriguez, e il rabbino Marvin Hier. Tra le esibizioni cerimoniali figurarono quelle del Mormon Tabernacle Choir, del gruppo di ballo The Rockettes e di Jackie Evancho, che eseguì l'inno nazionale.
Il discorso d'insediamento tenuto dopo il giuramento non fu lungo: in circa 16 minuti Trump ripropose toni e promesse della campagna elettorale; mantenendo uno stile definito "populista" da diversi commentatori, si rivolse per lo più ai suoi elettori, denunciando i fallimenti delle amministrazioni precedenti e proponendosi l'obiettivo di rendere il paese di nuovo "grande" (riproponendo al termine lo slogan della sua campagna Make America Great Again). In particolare, dopo aver definito il 20 gennaio come il giorno in cui il potere è ritornato nelle mani del popolo, Trump promise di lavorare per mettere fine alla triste realtà vissuta da molti cittadini "dimenticati", costretti a fronteggiare povertà, assenza di lavoro, crimini violenti e un sistema di educazione pubblica poco efficiente, secondo vari analisti dipingendo scenari più cupi di quelli reali, considerato ad esempio il tasso di disoccupazione già ritornato ai livelli pre-crisi sul finire dell'amministrazione Obama e gli indicatori sui crimini violenti nettamente migliorati a livello nazionale. Trump annunciò anche di voler rinvigorire la posizione degli Stati Uniti nei confronti del resto del mondo in campo commerciale quanto militare, auspicando di mettere fine agli "sprechi" per difendere altri paesi e adottando il principio dell'«America prima di tutto» (America First) nelle relazioni con gli altri paesi; parole giudicate patriottiche, ma anche con connotazioni nazionaliste e isolazioniste. Annunciando come «il tempo delle parole vuote sia finito» per far posto al «tempo dell'azione», Trump promise anche di combattere il terrorismo, rendere sicuri i confini e rilanciare il sistema infrastrutturale del paese. Le parole del neo presidente furono scritte per lo più da Stephen Miller, già autore di suoi diversi discorsi tenuti durante la campagna elettorale.
Dopo pranzo, seguì la tradizionale parata verso la Casa Bianca e, più tardi, alcuni balli formali, i principali al Walter E. Washington Convention Center e al National Building Museum. Il 21 gennaio, infine, una preghiera interreligiosa si tenne alla Washington National Cathedral; i costi per le celebrazioni per la città di Washington furono stimati tra i 20 e i 30 milioni di dollari.
Per quanto riguarda la partecipazione popolare, molti media fecero notare come fosse stata inferiore a quelle di Obama raffrontando foto aeree del pubblico presente. Sia Trump che il neo portavoce della Casa Bianca Sean Spicer polemizzarono aspramente al riguardo, parlando di ricostruzioni falsate dai giornalisti e di una partecipazione che sarebbe stata persino la più elevata di sempre, senza fornire prove al riguardo. In seguito la consigliera del presidente Kellyanne Conway, difendendo la posizione ufficiale della Casa Bianca, in un'intervista per la NBC menzionò il diritto a esporre "fatti alternativi"; mentre lo stesso intervistatore Chuck Todd le contestò subito come «fatti alternativi non sono fatti, sono falsità», altri giornalisti paragonarono poi la terminologia alla neolingua del romanzo di George Orwell 1984, che scalò rapidamente la classifica dei libri più venduti.
Tra le principali manifestazioni di protesta organizzate contro il nuovo presidente, il 21 gennaio si tenne a Washington la Women's March on Washington, una marcia in difesa dei diritti delle donne con circa mezzo milione di partecipanti, iniziativa replicata anche in varie città degli Stati Uniti, in particolare New York e Los Angeles, e del resto del mondo; tra le celebrità che parteciparono all'iniziativa Madonna, Janelle Monáe, Gloria Steinem, Ashley Judd, Katy Perry, Cher, Solange Knowles, Rowan Blanchard, Olivia Wilde e Scarlett Johansson. Durante la cerimonia del giorno precedente non mancarono nella capitale statunitense altre manifestazioni anche violente, con più di duecento persone arrestate.

## Principali atti presidenziali e novità legislative

### I primi giorni della nuova presidenza
Il 20 gennaio 2017, tra i primi atti del neo presidente, oltre a un'esenzione, già approvata nei giorni precedenti dal Congresso, per consentire all'ex generale Mattis di insediarsi alla guida del Pentagono (la legge prevede che per ricoprire la posizione non bisogna aver ricoperto un grado militare nei sette anni precedenti), figura l'emanazione di un ordine esecutivo che si prefigge d'iniziare l'abrogazione dell'Affordable Care Act, la riforma sanitaria voluta dal predecessore, meglio nota come Obamacare; l'atto invita le agenzie governative a ritardare o sospendere le varie norme collegate in attesa che sia rimpiazzata da una nuova riforma nei mesi a seguire. Nello stesso giorno è stata anche proclamata una "giornata nazionale del patriottismo". Nel suo primo lunedì da presidente, il 23 gennaio Trump ha emanato un ordine esecutivo per il ritiro formale degli USA dal Partenariato Trans-Pacifico, avviato i primi passi formali per ridiscutere il trattato NAFTA, re-introdotto il divieto di accedere a finanziamenti pubblici per le ONG che praticano o supportano pratiche d'aborto (voluto per la prima volta nel 1984 dai repubblicani e levato e ristabilito negli anni successivi rispettivamente dalle amministrazioni democratiche e repubblicane che si sono succedute), e ha incontrato i manager di grandi aziende (tra cui Ford, Lockheed Martin, Dell, Tesla e Dow Chemical) chiedendo loro di presentare piani per aumentare l'occupazione entro un mese, promettendo intanto sgravi fiscali e una sostanziale semplificazione legislativa.

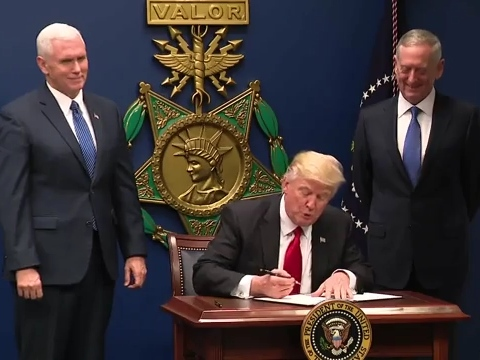
La firma dell'ordine sullo stop all'immigrazione da sette paesi
(Pentagono, 27 gennaio 2017)

Il 24 gennaio ha emanato provvedimenti per sbloccare il completamento dell'oleodotto Keystone, imponente struttura pensata per trasferire ottocentomila barili di petrolio al giorno dalle sabbie bituminose canadesi alle raffinerie del Texas e dell'Illinois, la cui realizzazione era stata interrotta da Obama per preoccupazioni ambientali, velocizzare il completamento di un ulteriore oleodotto tra il North Dakota e l'Illinois e istituire una direttiva affinché tutti i futuri oleodotti siano costruiti con materiali realizzati negli Stati Uniti. Quest'ultimo progetto ha trovato la ferma opposizione della popolazione di nativi americani Sioux della riserva di Standing Rock, i quali sostenevano che la parte sottomarina del tracciato mette a rischio il bacino idrico della comunità e viola i luoghi sacri Sioux.
Dando seguito a una delle sue promesse elettorali più dibattute, il 25 gennaio ha ordinato la costruzione di un muro sul confine con il Messico, mentre due giorni dopo ha disposto il blocco temporaneo dell'ingresso di immigrati, rifugiati compresi, da sette paesi in cui vi è un'alta attività di gruppi terroristici, in attesa di introdurre controlli più stringenti per i richiedenti asilo. Lo stop all'ingresso di rifugiati ha generato diffuse manifestazioni di protesta a livello internazionale, confusione sull'applicazione delle direttive, accuse di anticostituzionalità e molteplici ricorsi legali che ne hanno sostanzialmente sospeso l'applicazione. Il 27 gennaio ha inoltre ricevuto alla Casa Bianca il primo leader politico straniero, la britannica Theresa May, mentre tra il 28 e il 30 gennaio ha emanato un divieto di cinque anni di lavorare come lobbista per gli impiegati al servizio della presidenza, ha disposto l'obbligo per le agenzie federali di abrogare almeno due norme per ogni nuovo regolamento emanato, auspicando così una semplificazione senza precedenti, e ha disposto la preparazione di una bozza di piano militare entro un mese al fine di "sconfiggere" l'ISIS.

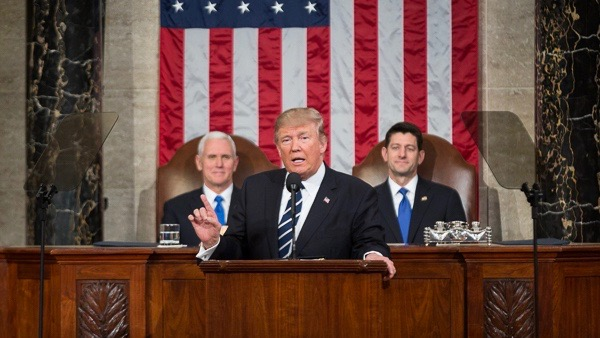
Trump durante il suo primo discorso al Congresso (28 febbraio 2017, dietro di lui Mike Pence e Paul Ryan)

Secondo alcuni osservatori la serie di provvedimenti dal forte impatto mediatico nella prima settimana di presidenza è da ricondurre alla volontà di Trump di differenziarsi nettamente da subito dai predecessori, esibendo il suo decisionismo e un nuovo governo improntato all'azione; tuttavia ciò sarebbe anche conseguenza della sua inesperienza politica: mentre i sostenitori hanno lodato la volontà di realizzare in tempi rapidi quanto promesso in campagna elettorale, altri hanno evidenziato gli effetti collaterali del preferire la velocità al metodo, emanando ordini esecutivi senza consultarsi adeguatamente con le agenzie federali interessate e quindi più soggetti a contenere imperfezioni. Tra i consiglieri di Trump ad affermarsi come figure più influenti nel modellamento della linea politica presidenziale Steve Bannon e Jared Kushner.
Il 28 febbraio 2017 Trump ha tenuto il suo primo discorso programmatico al Congresso in seduta congiunta, con toni giudicati più concilianti e «presidenziali». Nel resto dei suoi primi cento giorni, traguardo raggiunto il 29 aprile, non è riuscito a far approvare riforme di grossa portata e ha dovuto far marcia indietro su più punti del suo programma, fallendo in particolare in un primo tentativo di far rimpiazzare la riforma sanitaria di Obama, dovendo rinviare il finanziamento della costruzione del muro previsto sul confine con il Messico (anche se il suo approccio sull'immigrazione avrebbe contribuito a un calo del traffico illegale di esseri umani dal confine meridionale) e rinunciando a denunciare la Cina come "manipolatrice di moneta". Tra i successi politici il Wall Street Journal definì il suo momento più alto l'annuncio della riforma fiscale alla fine di aprile, che tra i punti principali vede una semplificazione della tassazione con una riduzione da sette a tre scaglioni d'imposta, un aumento delle deduzioni e, per le imprese, un cospicuo taglio della tassazione alle imprese dal 35 al 15%, auspici che hanno fatto sorgere dubbi sulla loro concreta fattibilità e sostenibilità a lungo termine ma che hanno contribuito a mantenere alta la fiducia degli investitori, con l'indice di borsa S&P vicino ai massimi storici alla fine del primo trimestre del 2017, ovvero il 12% in più rispetto all'anno precedente. Sul fronte della politica internazionale i primi 100 giorni sono stati contrassegnati da una limitata azione militare in Siria e dall'aumento della tensione con la Corea del Nord.
Secondo i sondaggisti, al termine dei primi 100 giorni Trump registrava un indice di approvazione nell'elettorato tra il 40 e il 42%, uno dei più bassi di sempre per un neo presidente, tuttavia secondo gli stessi il 96% degli elettori di Trump voterebbe ancora per lui. I suoi sostenitori inoltre difendono l'assenza di successi importanti nei primi mesi di governo riferendosi alla più ampia curva di apprendimento necessaria nel caso di Trump, vista la sua totale inesperienza politica prima di assumere l'incarico.

### Ambiente
Il 28 marzo 2017 un ordine esecutivo ha rimosso l'obbligo di considerare gli effetti sul cambiamento climatico tra le previsioni del National Environmental Policy Act, ha rimosso alcune restrizioni sulla fratturazione e ha dato mandato all'Environmental Protection Agency di "sospendere, rivedere o abolire" il Clean Power Plan introdotto da Obama nel 2015, che si proponeva di abbassare le emissioni di carbonio dagli impianti di produzione di energia elettrica di oltre il 30% in 25 anni.
Il 1º giugno 2017 Trump ha formalmente annunciato l'intenzione di far uscire gli Stati Uniti dagli accordi di Parigi sul clima (frutto della XXI Conferenza delle Parti dell'UNFCCC), generando proteste e forte dissenso politico anche a livello internazionale.
Nel gennaio 2018 il segretario Zinke ha annunciato un piano per rendere sfruttabile ai fini dell'estrazione di gas o petrolio il mare al largo di circa il 90% delle coste statunitensi, causando le proteste di vari governatori; nello stesso mese la Florida è esentata dal piano.

### Criminalità
Nel mese di maggio 2017 l'Attorney General Jeff Sessions ordinò ai procuratori federali di chiedere il massimo della pena per i reati di droga, in netta controtendenza rispetto all'amministrazione precedente che si era invece impegnata a ridurre le pene per reati di minore gravità connessi all'uso e al traffico di stupefacenti. Nel novembre 2017 il New York Times ha riassunto l'approccio dell'amministrazione Trump sulle forze dell'ordine come improntato a incoraggiare una tolleranza zero verso i crimini violenti ed esercitare una minore ingerenza nel controllo delle forze di polizia, ridando maggiore libertà alle agenzie locali rispetto all'amministrazione precedente.
Nel mese di gennaio 2018 Sessions ha varato un provvedimento per lasciare liberi i procuratori federali di perseguire reati legati all'uso di droghe anche negli stati in cui sono state varate leggi locali di liberalizzazione, potendo dare precedenza alle leggi nazionali rispetto a quelle dei singoli stati in caso di conflitti legislativi; ciò ha generato incertezze in materia negli stati in cui l'uso di alcune droghe come la marijuana era stato recentemente legalizzato.

### Economia
Nel febbraio 2017 sono state varate alcune direttive per ammorbidire o revocare alcune restrizioni del Dodd-Frank Act.

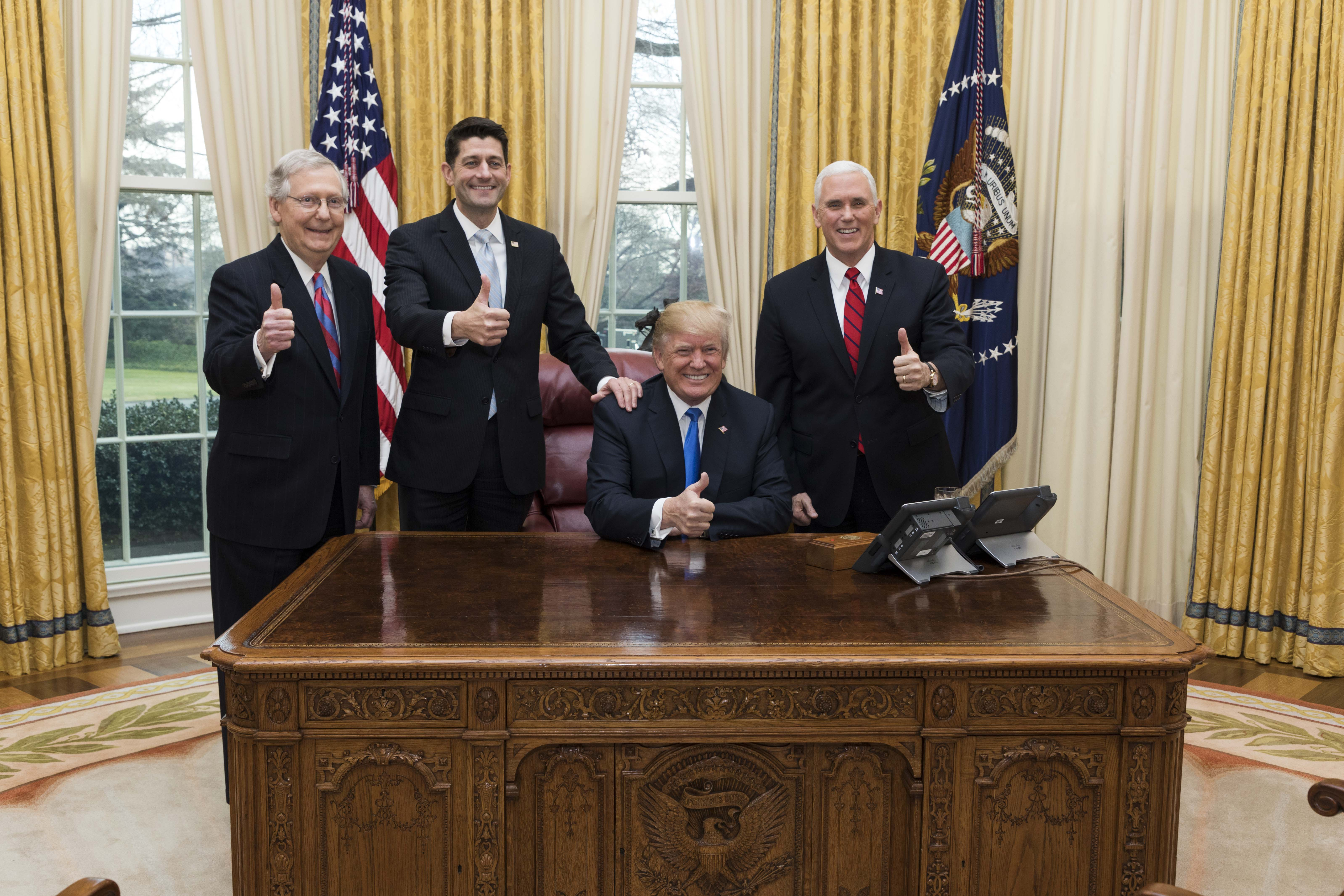
Trump celebra il passaggio della riforma fiscale con il vicepresidente Pence, il leader della maggioranza in Senato Mitch McConnell e lo speaker della Camera Paul Ryan (20 dicembre 2017)

Il 22 dicembre 2017, due giorni dopo l'approvazione finale del Congresso, Trump firma la sua prima sostanziale riforma dall'insediamento, varando una drastica riduzione fiscale con il Tax Cuts and Jobs Act. La riforma vede in particolare una riduzione della tassazione sul reddito delle aziende dal 35 al 21%, una riduzione delle aliquote anche per i redditi individuali, anche se molto limitata a partire dal 2027, l'introduzione di un limite di diecimila dollari alle tasse locali deducibili, un aumento delle detrazioni per i figli a carico, l'aumento della soglia (da 5,5 a 11 milioni di dollari) che un individuo può trasferire in eredità senza pagare tasse, l'abrogazione dell'obbligo di comprare un'assicurazione sanitaria e la possibilità di far rientrare capitali generati all'estero pagando una tantum dell'8% (15,5% in caso di liquidità).
Il costo complessivo della riforma è stimato in 1,46 trilioni di dollari in dieci anni, cifra che dovrebbe ridursi a circa mille miliardi per le casse pubbliche tenendo conto degli effetti positivi sull'economia, tra i quali il Congresso stima una maggiore crescita annua del PIL dello 0,8%; un livello di occupazione annuo più alto dello 0,6% e un consumo individuale annuo più alto dello 0,6%. Alcuni istituti, tra cui Goldman Sachs e Bank of America Merrill Lynch, stimano effetti sul PIL più contenuti intorno allo 0,3% annuo, prevedendo una crescita complessiva del 2,6-2,7% nel 2018 e del 2,2-2,3% nel 2019.
Complice anche la promessa riforma fiscale, l'andamento dei mercati azionari è stato positivo durante tutto il primo anno di presidenza Trump; a gennaio 2018 l'indice Dow Jones ha superato per la prima volta quota 25 000 punti.
Tra gennaio e febbraio 2018 si verificarono due brevi blocchi delle attività amministrative (shutdown), il primo dal 19 al 22 gennaio e il secondo durato 9 ore il 9 febbraio.
A partire da marzo 2018 Trump annunciò l'imposizione di nuovi dazi doganali per contrastare l'importazione di acciaio e alluminio da altri paesi; sia l'Unione Europea che la Cina risposero introducendo nuovi dazi che nell'estate del 2018 incominciarono a manifestare gli effetti negativi nella produzione agricola statunitense, tra cui il mercato degli arachidi, di cranberry e la produzione di whiskey.

### Diritti LGBT
Attraverso la Directive-type Memorandum-19-004 del 2019, l'amministrazione Trump ha introdotto ufficialmente il divieto per le persone transgender di prestare servizio nelle forze armate degli Stati Uniti, tranne che nel loro genere sessuale d'origine.

### Immigrazione
Le politiche sull'immigrazione adottate dalla presidenza Trump hanno generato controversie e proteste sin dai primi giorni del nuovo esecutivo. Il 25 gennaio 2017 il neo presidente ha emanato un ordine presidenziale per avviare la costruzione di un muro sul confine con il Messico, anche se il progetto iniziò a prendere forma concreta solo un anno più tardi, quando l'amministrazione chiese stanziamenti per 18 miliardi di dollari al Congresso per potenziare le barriere già esistenti.
Il 27 gennaio 2017 varò il blocco temporaneo per 90 giorni dell'ingresso di immigrati da sette paesi ad alta attività terroristica (Iraq, Siria, Sudan, Yemen, Iran, Libia e Somalia) e la sospensione del programma per l'accoglienza di rifugiati, dando immediatamente vita a varie contese legali e proteste diffuse; l'ordine fu poi sospeso il 3 febbraio da un tribunale dello stato di Washington. Il 16 marzo un nuovo ordine esecutivo re-introdusse il blocco, previsto per ulteriori 90 giorni, stavolta escludendo l'Iraq dalla lista dei paesi coinvolti e chiarendo alcune eccezioni. Anche questo secondo atto andò incontro a una sospensione di tredici giorni dopo, per decisione di un tribunale dello stato delle Hawaii. Il 26 giugno 2017 venne parzialmente re-introdotto per decisione della Corte suprema, che iniziò ad esaminare il caso prevedendo un'udienza finale per il mese di ottobre.. Tuttavia, la Corte annullò il procedimento prima di esprimersi dopo il varo di un terzo atto, il 24 settembre, che sostituiva il precedente con altre misure restrittive per gli immigrati dei sei paesi già coinvolti, più gli immigrati di Ciad, Corea del Nord e Venezuela. Anche sul nuovo atto sono in corso procedimenti legali che potrebbero renderlo inefficace, ma la Corte suprema nel frattempo ne ha consentito l'entrata in vigore il 4 dicembre 2017.
Anche un altro ordine emanato a gennaio 2017, il quale si proponeva di tagliare fondi pubblici alle cosiddette città santuario, ovvero le città in cui le autorità locali adottano misure più "buoniste" verso i clandestini, era stato bloccato da un giudice californiano nel mese di aprile 2017. Altre misure adottate nei primi mesi di governo includono disposizioni per aumentare il personale delle forze preposte al controllo dell'immigrazione e facilitare l'espulsione di clandestini che hanno commesso un reato, a prescindere dalla gravità dell'atto compiuto. A maggio 2017 l'arresto di clandestini era aumentato del 40% rispetto all'anno precedente e in particolare i fermi di immigrati irregolari che non avevano commesso altri reati era aumentato del 150%.
Nel mese di giugno 2018 venne reso noto che, a seguito delle maggiori restrizioni imposte dalla nuova amministrazione, solo dal 19 aprile al 31 maggio 2018 quasi 2000 bambini erano stati separati dai genitori deportati e affidati ai servizi sociali.

### NASA
Il 21 marzo 2017 una legge di revisione del bilancio della NASA, che nel complesso ne ha ridotto gli stanziamenti dello 0,8%, ha autorizzato una missione che si prefigge un'esplorazione con equipaggio umano su Marte nei primi anni 2030, ha aumentato il sostegno allo sviluppo di partenariati pubblico-privati per l'esplorazione spaziale e, tra le altre disposizioni, ha assegnato nuove risorse per la sicurezza informatica e a un programma di ricerca sui voli supersonici.
A dicembre 2017 il governo statunitense ha annunciato anche, oltre a confermare il sostegno a una missione su Marte negli anni 2030, l'intenzione di ritornare sulla Luna per una missione di esplorazione a lungo termine.

### Politiche sociali
Il 28 febbraio 2017 sono stati emanati il Promoting Women in Entrepreneurship Act e l'INSPIRE Women Act, diretti rispettivamente alla National Science Foundation per sviluppare programmi che aiutino donne ricercatrici e scienziate ad avviare iniziative imprenditoriali basate sul proprio lavoro e alla NASA per avviare programmi che incoraggino e "ispirino" le ragazze a perseguire un'educazione nel campo STEM (ossia della scienza, della tecnologia, dell'ingegneria e della matematica).
A fine ottobre 2017 l'amministrazione Trump ha dichiarato emergenza pubblica nazionale la crisi legata all'abuso di oppioidi, impegnandosi a stanziare fondi e personale per combatterla.

### Sistema sanitario
Nel suo primo semestre, il presidente Trump si è più volte adoperato per lo smantellamento della riforma sanitaria voluta dal suo predecessore Barack Obama, uno dei principali punti del suo programma di governo. Nonostante che il partito repubblicano abbia la maggioranza in entrambe le camere, ogni tentativo in tal senso è stato tuttavia respinto dal Congresso, dove sono falliti i tentativi di mediazione sia per formare un consenso bipartisan che per tenere unito il partito di maggioranza sul tema. In seguito Trump, dopo aver anche affermato di voler lasciare fallire Obamacare autonomamente, è stato accusato di voler sabotare la riforma varata da Obama.

### Politica estera

#### Corea del Nord

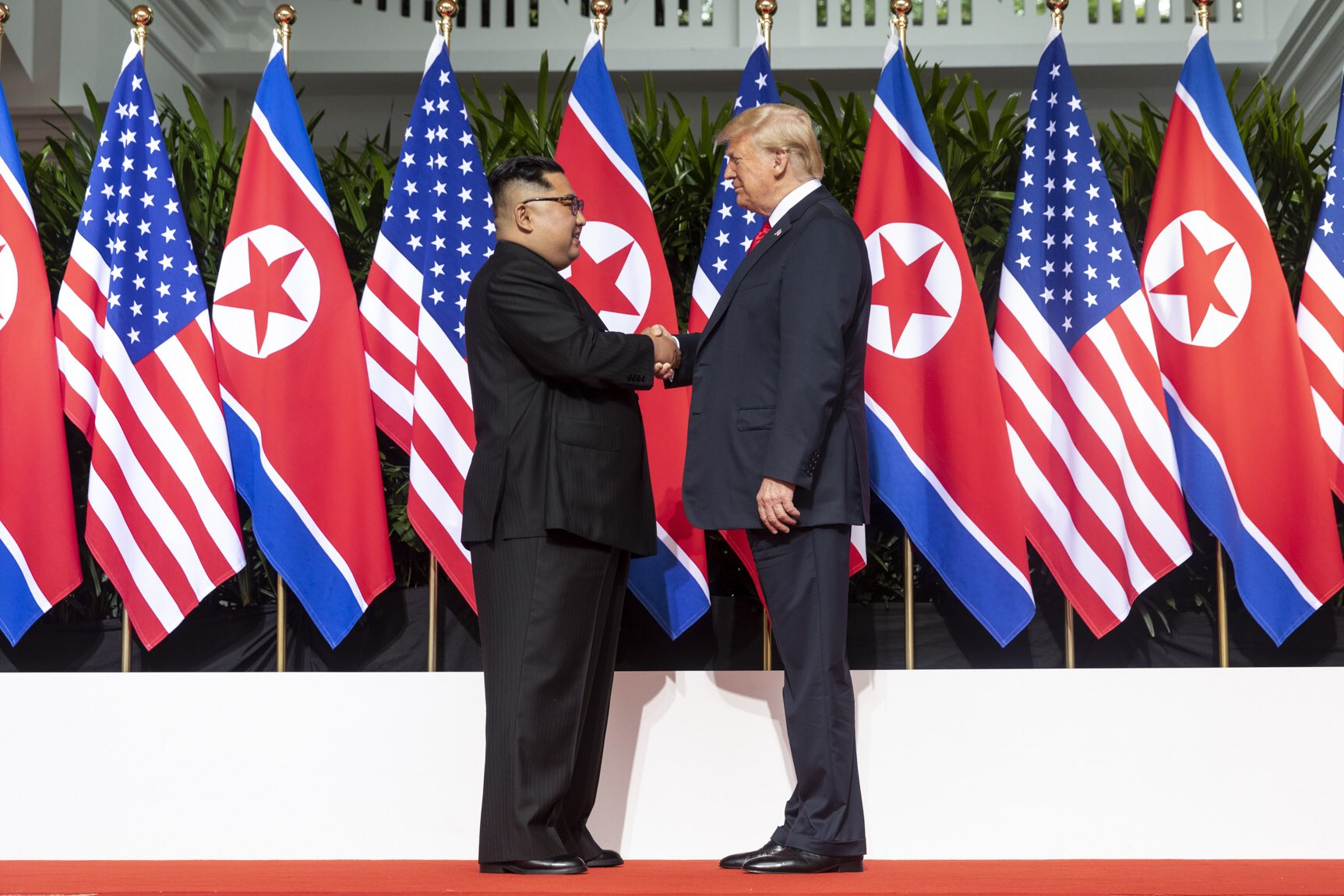
Trump e il presidente nordcoreano Kim Jong-un si stringono la mano durante lo storico incontro del 12 giugno 2018.

Durante il primo anno della presidenza di Donald Trump i rapporti tra USA e Corea del Nord sono stati particolarmente tesi. Poco dopo l'insediamento di Trump la Nord Corea ha lanciato missili nel mar del Giappone annunciandoli come esercitazioni per colpire le basi americane presenti nell'area. Nel marzo del 2017 gli Stati Uniti hanno iniziato la costruzione di uno scudo missilistico nella Corea del Sud. Dopo una serie di reciproche provocazioni e insulti verbali tra i leader dei due paesi, nel luglio del 2017 la Corea del Nord testò con successo un missile balistico intercontinentale in grado di colpire il territorio statunitense continentale, cui seguirono nuove reciproche minacce verbali.
Nel settembre 2017 l'amministrazione Trump varò nuove sanzioni economiche non solo rivolte alla Corea del Nord ma anche agli istituti finanziari di altri paesi che ne intrattengono rapporti. Il 20 novembre 2017 la Corea del Nord è stata re-inserita nella lista degli stati sponsor del terrorismo da cui era stata rimossa nel 2008, lista che include anche Iran, Sudan e Siria.
Dopo il rilascio da parte della Corea del Nord dello studente statunitense Otto Warmbier, ivi detenuto da 17 mesi per un reato di poco conto per il quale era stato condannato a 15 anni di carcere, Trump accettò nel marzo 2018 un invito del presidente nordcoreano Kim Jong Un a un incontro bilaterale, poi fissato per il 12 giugno 2018 a Singapore e nell'aprile 2018, il Segretario di stato Mike Pompeo fu inviato nella Corea del Nord per incontrare Kim Jong Un, in preparazione dell'incontro con Trump.
La decisione di Trump d'incontrare Kim Jong Un fu molto apprezzata dal presidente della Corea del Sud Moon Jae-in, il quale incontrò personalmente il dittatore nordcoreano al vertice di aprile 2018.
Nonostante le dichiarazioni sul buon esito del vertice da entrambi i leader, il 30 luglio 2018 è stato reso noto che, secondo l'intelligence americana, la Corea del Nord stava continuando a lavorare a missili a lunga gittata in grado di colpire gli Stati Uniti.

#### Russia
Il 2 agosto 2017 Trump, che nei mesi precedenti e durante la campagna elettorale si era mostrato critico sulle sanzioni economiche introdotte durante l'amministrazione precedente contro la Russia dopo la sua occupazione della Crimea e l'intervento nell'Ucraina orientale, firma un'estensione di tali sanzioni fortemente voluta dal Congresso, motivata anche come punizione per le ingerenze nelle elezioni statunitensi del 2016. Come ritorsione Putin ha annunciato l'espulsione di 755 diplomatici statunitensi dal territorio russo.
Nel dicembre 2017 Putin ha ringraziato Trump per la collaborazione della CIA con i servizi russi per sventare un attentato dell'ISIS organizzato a San Pietroburgo.
Il 16 luglio 2018 a Helsinki si è tenuto un summit tra Trump e Vladimir Putin, tra i temi affrontati la questione siriana, ucraina e l'estensione del trattato START. Nella conferenza stampa post-incontro Trump si è mostrato compiacente a molte dichiarazioni di Putin, ritornando ad affermare di non credere all'ingerenza russa nelle elezioni del 2016, attirandosi forti critiche bipartisan e vedendosi costretto a riformulare o smentire alcune delle sue dichiarazioni.

#### Siria
Il 7 aprile 2017, in risposta all'attacco chimico di Khan Shaykhun di tre giorni prima, Trump ha ordinato il lancio di 59 missili sulla base aerea siriana dalla quale sarebbe decollato l'aereo responsabile dei bombardamenti, con lo scopo di prevenire futuri usi di armi chimiche; si tratta della prima azione militare statunitense contro le forze governative siriane dall'inizio del conflitto.
A seguito di un nuovo sospetto uso di armi chimiche, un nuovo bombardamento mirato è stato condotto dagli Stati Uniti insieme a Francia e Regno Unito nel mese di aprile 2018.

#### Afghanistan
Il 13 aprile 2017 in un bombardamento contro una base dell'ISIS nella provincia di Nangarhar è stata usata per la prima volta la bomba MOAB, un ordigno tra i più grandi e potenti mai costruiti dagli Stati Uniti.
Il 29 febbraio 2020 è stato firmato l'accordo di pace a Doha.

#### Iran
Come già da tempo preannunciato, l'8 maggio 2018 Trump confermò formalmente l'intenzione degli Stati Uniti di uscire dall'accordo sul nucleare iraniano.
Nel mese di luglio 2018, dopo che il Segretario di Stato Mike Pompeo aveva paragonato il regime iraniano alla mafia, Hassan Rouhani mise in guardia gli Stati Uniti spiegando come una guerra tra i due paesi sarebbe "la madre di tutte le guerre"; in risposta Trump minacciò rabbiosamente l'Iran attraverso Twitter annunciando pesanti conseguenze in caso di nuove provocazioni o minacce iraniane.
Il 3 gennaio 2020 Donald Trump ordinò di uccidere il generale iraniano Qasem Soleimani. Tale evento venne condannato da molti paesi del mondo. Nei giorni seguenti gli USA e l'Iran furono ad un passo dalla guerra. I pasdaran reagirono bombardando due basi militari statunitensi situate in Iraq, ma alla fine sotto pressione internazionale gli USA decisero di non reagire, in modo da evitare la guerra.

#### Israele
Nel mese di maggio 2017 Trump ha visitato Israele e la Palestina, incontrandosi sia con Netanyahu che con il leader palestinese Mahmūd Abbās; durante il viaggio Trump è divenuto il primo presidente in carica a visitare il Muro Occidentale e la Basilica del Santo Sepolcro.
Il 6 dicembre 2017 ha annunciato il riconoscimento di Gerusalemme come capitale di Israele, pianificando lo spostamento dell'ambasciata statunitense da Tel Aviv; la decisione ha provocato forti critiche sia dalla comunità araba che da governi dell'occidente.

#### Trattati e altre relazioni internazionali
Dopo il ritiro dal Partenariato Trans-Pacifico nei primi giorni della presidenza, il ritiro dagli accordi sul clima di Parigi formalizzato nel seguente mese di giugno, il 12 ottobre 2017 Trump ha annunciato l'uscita degli Stati Uniti dall'UNESCO come misura contro alcune posizioni definite anti-Israele adottate dall'organizzazione.
Nel maggio del 2017 ha annunciato un accordo commerciale per la fornitura di armi all'Arabia Saudita dal valore di 110 miliardi di dollari, mentre durante un viaggio nei paesi asiatici concluse un accordo commerciale da 250 miliardi di dollari con la Cina che coinvolgeva il mercato del gas, del grano, dell'aviazione e delle telecomunicazioni.
Alla fine di agosto 2017, come misura contro le politiche di Nicolás Maduro in Venezuela, l'amministrazione Trump ha varato alcune sanzioni economiche contro il paese sudamericano, vietando tra l'altro alle banche americane di trattare nuovi titoli finanziari emessi dal governo venezuelano. A ottobre 2017 Trump ha annunciato di non voler rinnovare l'accordo sul nucleare iraniano, facendo un appello al Congresso affinché venga ridiscusso.
All'inizio del 2018 ha interrotto gli aiuti militari previsti per il Pakistan, definito da Trump un paese rifugio per i terroristi.

## Gabinetto ministeriale
Di seguito i membri designati da Donald Trump a comporre il Gabinetto degli Stati Uniti d'America.
| Dipartimento | Incarico                                      | Ritratto                            | Ritratto                            | Nome              | Mandato           | Mandato           |
| Dipartimento | Incarico                                      | Ritratto                            | Ritratto                            | Nome              | Inizio            | Termine           |
| ------------ | --------------------------------------------- | ----------------------------------- | ----------------------------------- | ----------------- | ----------------- | ----------------- |
|              | Presidente                                    |                                     |                                     | Donald Trump      | 20 gennaio 2017   | 20 gennaio 2021   |
|              | Vicepresidente                                |                                     |                                     | Mike Pence        | 20 gennaio 2017   | 20 gennaio 2021   |
|              | Segretario di Stato                           |                                     |                                     | Rex Tillerson     | 1º febbraio 2017  | 31 marzo 2018     |
|              | Segretario di Stato                           | John J. Sullivan (facente funzioni) | 1º aprile 2018                      | 26 aprile 2018    |                   |                   |
|              | Segretario di Stato                           | Mike Pompeo                         | 26 aprile 2018                      | 20 gennaio 2021   |                   |                   |
|              | Segretario al Tesoro                          |                                     |                                     | Steven Mnuchin    | 13 febbraio 2017  | 20 gennaio 2021   |
|              | Segretario della Difesa                       |                                     |                                     | James Mattis      | 20 gennaio 2017   | 1º gennaio 2019   |
|              | Segretario della Difesa                       |                                     | Pat Shanahan (facente funzioni)     | 1º gennaio 2019   | 23 luglio 2019    |                   |
|              | Segretario della Difesa                       |                                     | Mark Esper                          | 23 luglio 2019    | 20 gennaio 2021   |                   |
|              | Procuratore generale                          |                                     |                                     | Jeff Sessions     | 9 febbraio 2017   | 7 novembre 2018   |
|              | Procuratore generale                          |                                     | Matthew Whitaker (facente funzioni) | 7 novembre 2018   | 14 febbraio 2019  |                   |
|              | Procuratore generale                          |                                     | William Pelham Barr                 | 14 febbraio 2019  | 20 gennaio 2021   |                   |
|              | Segretario degli Interni                      |                                     |                                     | Ryan Zinke        | 1º marzo 2017     | 2 gennaio 2019    |
|              | Segretario degli Interni                      |                                     | David Bernhardt                     | 2 gennaio 2019    | 20 gennaio 2021   |                   |
|              | Segretario dell'Agricoltura                   |                                     |                                     | Sonny Perdue      | 25 aprile 2017    | 20 gennaio 2021   |
|              | Segretario al Commercio                       |                                     |                                     | Wilbur Ross       | 28 febbraio 2017  | 20 gennaio 2021   |
|              | Segretario del Lavoro                         |                                     |                                     | Alexander Acosta  | 28 aprile 2017    | 19 luglio 2019    |
|              | Segretario del Lavoro                         |                                     | Patrick Pizzella (facente funzioni) | 20 luglio 2019    | 30 settembre 2019 |                   |
|              | Segretario del Lavoro                         |                                     | Eugene Scalia                       | 30 settembre 2019 | 20 gennaio 2021   |                   |
|              | Segretario della Salute e dei Servizi Umani   |                                     |                                     | Tom Price         | 20 gennaio 2017   | 29 settembre 2017 |
|              | Segretario della Salute e dei Servizi Umani   |                                     | Don J. Wright (facente funzioni)    | 29 settembre 2017 | 10 ottobre 2017   |                   |
|              | Segretario della Salute e dei Servizi Umani   |                                     | Eric Hargan (facente funzioni)      | 10 ottobre 2017   | 29 gennaio 2018   |                   |
|              | Segretario della Salute e dei Servizi Umani   |                                     | Alex Azar                           | 29 gennaio 2018   | 20 gennaio 2021   |                   |
|              | Segretario dell'Istruzione                    |                                     |                                     | Betsy DeVos       | 7 febbraio 2017   | 20 gennaio 2021   |
|              | Segretario della Casa e dello Sviluppo urbano |                                     |                                     | Ben Carson        | 2 marzo 2017      | 20 gennaio 2021   |
|              | Segretario dei Trasporti                      |                                     |                                     | Elaine Chao       | 31 gennaio 2017   | 11 gennaio 2021   |
|              | Segretario dell'Energia                       |                                     |                                     | Rick Perry        | 2 marzo 2017      | 1º dicembre 2019  |
|              | Segretario dell'Energia                       |                                     | Dan Brouillette                     | 1º dicembre 2019  | 20 gennaio 2021   |                   |
|              | Segretario degli Affari dei Veterani          |                                     |                                     | David Shulkin     | 14 febbraio 2017  | 28 marzo 2018     |
|              | Segretario degli Affari dei Veterani          |                                     | Robert Wilkie                       | 28 marzo 2018     | 20 gennaio 2021   |                   |
|              | Segretario della Sicurezza Interna            |                                     |                                     | John F. Kelly     | 20 gennaio 2017   | 31 luglio 2017    |
|              | Segretario della Sicurezza Interna            |                                     | Elaine Duke (facente funzioni)      | 31 luglio 2017    | 6 dicembre 2017   |                   |
|              | Segretario della Sicurezza Interna            |                                     | Kirstjen Nielsen                    | 6 dicembre 2017   | 7 aprile 2019     |                   |
|              | Segretario della Sicurezza Interna            |                                     | Kevin McAleenan (facente funzioni)  | 7 aprile 2019     | 13 novembre 2019  |                   |
|              | Segretario della Sicurezza Interna            |                                     | Chad Wolf (facente funzioni)        | 13 novembre 2019  | 11 gennaio 2021   |                   |
|              | Segretario della Sicurezza Interna            |                                     | Peter Gaynor (facente funzioni)     | 11 gennaio 2021   | 20 gennaio 2021   |                   |

### Funzionari con rango di membri del Gabinetto
| Dipartimento | Incarico                                                    | Ritratto | Ritratto                           | Nome              | Mandato           | Mandato          |
| Dipartimento | Incarico                                                    | Ritratto | Ritratto                           | Nome              | Inizio            | Termine          |
| ------------ | ----------------------------------------------------------- | -------- | ---------------------------------- | ----------------- | ----------------- | ---------------- |
|              | Capo di gabinetto della Casa Bianca                         |          |                                    | Reince Priebus    | 20 gennaio 2017   | 31 luglio 2017   |
|              | Capo di gabinetto della Casa Bianca                         |          | John F. Kelly                      | 31 luglio 2017    | 2 gennaio 2019    |                  |
|              | Capo di gabinetto della Casa Bianca                         |          | Mick Mulvaney (facente funzioni)   | 2 gennaio 2019    | 31 marzo 2020     |                  |
|              | Capo di gabinetto della Casa Bianca                         |          | Mark Meadows                       | 31 marzo 2020     | 20 gennaio 2021   |                  |
|              | Direttore dell'Ufficio per la gestione e il bilancio        |          |                                    | Mick Mulvaney     | 16 febbraio 2017  | 2 gennaio 2019   |
|              | Direttore dell'Ufficio per la gestione e il bilancio        |          | Russell Vought                     | 31 marzo 2020     | 20 gennaio 2021   |                  |
|              | Amministratore dell'Agenzia per la protezione dell'ambiente |          |                                    | Scott Pruitt      | 17 febbraio 2017  | 5 luglio 2018    |
|              | Amministratore dell'Agenzia per la protezione dell'ambiente |          | Andrew R. Wheeler                  | 9 luglio 2018     | 20 gennaio 2021   |                  |
|              | Rappresentante per il Commercio                             |          |                                    | Robert Lighthizer | 11 maggio 2017    | 20 gennaio 2021  |
|              | Rappresentante permanente alle Nazioni Unite                |          |                                    | Nikki Haley       | 27 gennaio 2017   | 31 dicembre 2018 |
|              | Rappresentante permanente alle Nazioni Unite                |          | Jonathan Cohen (facente funzioni)  | 1º gennaio 2019   | 11 settembre 2019 |                  |
|              | Rappresentante permanente alle Nazioni Unite                |          | Kelly Knight Craft                 | 12 settembre 2019 | 20 gennaio 2021   |                  |
|              | Amministratore dell'Agenzia per le piccole imprese          |          |                                    | Linda McMahon     | 14 febbraio 2017  | 12 aprile 2019   |
|              | Amministratore dell'Agenzia per le piccole imprese          |          | Chris Pilkerton (facente funzioni) | 13 aprile 2019    | 14 gennaio 2020   |                  |
|              | Amministratore dell'Agenzia per le piccole imprese          |          | Jovita Carranza                    | 14 gennaio 2020   | 20 gennaio 2021   |                  |
|              | Direttore dell'Intelligence Nazionale                       |          |                                    | Dan Coats         | 16 marzo 2017     | 15 agosto 2019   |
|              | Direttore dell'Intelligence Nazionale                       |          | Joseph Maguire (facente funzioni)  | 16 agosto 2019    | 20 febbraio 2020  |                  |
|              | Direttore dell'Intelligence Nazionale                       |          | Richard Grenell (facente funzioni) | 20 febbraio 2020  | 26 maggio 2020    |                  |
|              | Direttore dell'Intelligence Nazionale                       |          | John Ratcliffe                     | 31 marzo 2020     | 20 gennaio 2021   |                  |
|              | Direttore della CIA                                         |          |                                    | Mike Pompeo       | 23 gennaio 2017   | 13 marzo 2018    |
|              | Direttore della CIA                                         |          | Gina Haspel                        | 17 maggio 2018    | 20 gennaio 2021   |                  |

### Altre posizioni di rilievo presso la Casa Bianca
Di seguito i principali consiglieri e assistenti del presidente:
- Capo stratega e consigliere anziano:
  - Steve Bannon (dal 20 gennaio al 18 agosto 2017[127], rimosso dall'incarico per volontà del presidente Trump[128])
- Consigliere del presidente: 
  - Kellyanne Conway
  - Johnny DeStefano (dal 9 febbraio 2018)
- Assistente del presidente e consigliere anziano per le iniziative economiche: Dina Powell (fino ad agosto 2017)
- Consigliere speciale del presidente per le riforme normative: Carl Icahn (fino ad agosto 2017)
- Consigliere anziano del presidente sulla linea politica: Stephen Miller
- Consigliere anziano del presidente: Jared Kushner
- Assistente del presidente: Ivanka Trump (dal 29 marzo 2017[129])
- Assistente del presidente e consulente legale della Casa Bianca: Don McGahn
- Consigliere per la sicurezza interna e la lotta al terrorismo: 
  - Douglas Fears (dal 2 giugno 2018)
  - Tom Bossert (dal 20 gennaio 2017 al 10 aprile 2018)
- Consigliere per la sicurezza nazionale:
  - John R. Bolton (dal 23 marzo 2018 al 10 settembre 2019)
  - Herbert R. McMaster (dal 20 febbraio 2017 al 22 marzo 2018)
  - Michael T. Flynn (dal 20 gennaio al 13 febbraio 2017, data in cui si è dimesso[130][131])
- Vice consigliere per la sicurezza nazionale:
  - Mira Ricardel (dal 3 aprile 2018)
  - Ricky L. Waddell (dal 19 maggio 2017[132])
  - K. T. McFarland (dal 20 gennaio al 19 maggio 2017, ha lasciato l'incarico per diventare ambasciatrice a Singapore[132])
- Consigliere per le politiche economiche e direttore del National Economic Council: 
  - Larry Kudlow (dal 2 aprile 2018)
  - Gary Cohn (fino a marzo 2018)
- Assistente del presidente e direttore del National Trade Council: Peter Navarro
- Segretaria del presidente: Madeleine Westerhout
- Portavoce della Casa Bianca:
  - Kayleigh McEnany (dal 7 aprile 2020)
  - Stephanie Grisham (dal 1º luglio 2019 al 7 aprile 2020)
  - Sarah Huckabee Sanders (dal 26 luglio 2017 al 1º luglio 2019[133])
  - Sean Spicer (dal 20 gennaio al 21 luglio 2017[125][133])
- Direttori delle comunicazioni: Sean Spicer (dal 20 gennaio al 6 marzo e dal 2 giugno al 21 luglio 2017), Mike Dubke (dal 6 marzo al 18 maggio 2017[134][135]), Anthony Scaramucci (dal 21 al 31 luglio 2017[133][136]), Hope Hicks (direttore per le comunicazioni strategiche fino a febbraio 2018), Dan Scavino (direttore per i social media)[126]

### Altri funzionari di alto rango nominati dal Presidente
- Direttore dell'FBI: 
  - Christopher A. Wray (dal 2 agosto 2017[137])
  - Andrew G. McCabe (facente funzioni)
  - James Comey (licenziato il 9 maggio 2017, aveva assunto l'incarico nel settembre 2013 sotto la presidenza Obama)
- Presidente della Federal Reserve:
  - Jerome Powell (dal 5 febbraio 2018[138])
  - Janet Yellen (fino al 3 febbraio 2018, termine del suo mandato iniziato nel 2014 sotto la presidenza Obama)
- Presidente della Securities and Exchange Commission: Jay Clayton[126]
- Il 31 gennaio 2017 Trump ha nominato Neil Gorsuch nuovo componente della Corte suprema in sostituzione del giudice Scalia, deceduto nell'ultima parte della Presidenza Obama.[139]
- Il 9 luglio 2018 Trump ha anche nominato Brett Kavanaugh nuovo componente della Corte suprema in sostituzione del giudice Kennedy, il quale aveva annunciato di "ritirarsi" il 31 luglio 2018.[140]

## Controversie

### Rapporti con imediae l'uso di Twitter
Trump ha continuato ad avere un rapporto acerbo con i media, come già lo era stato durante tutta la campagna elettorale, anche dopo l'insediamento alla Casa Bianca. Già nei primissimi giorni il suo staff entrò in forte contrasto con i media sulle ricostruzioni che indicavano come all'inaugurazione presidenziale fosse presente un pubblico minore rispetto alle precedenti; meno di un mese dopo Trump li definì «disonesti», «fuori controllo» e al servizio delle lobby (special interests, "interessi speciali"), chiamando poi su Twitter il New York Times, la NBC, la ABC, la CBS e la CNN «nemici del popolo americano». Il 24 febbraio 2017 i corrispondenti del New York Times, di BuzzFeed, della CNN, del Los Angeles Times e di Politico non vennero ammessi a una conferenza stampa del portavoce Sean Spicer, con giornalisti del TIME e dell'Associated Press che si rifiutarono di partecipare per solidarietà. I contrasti continuarono nei mesi seguenti, specialmente durante gli sviluppi dell'inchiesta sui rapporti con la Russia del suo staff.
Molti dei momenti più controversi sono legati all'uso indiscriminato di Twitter, giudicato decisamente poco convenzionale per un presidente. I suoi tweet, spesso pubblicati di notte, sono stati definiti sconsiderati, impulsivi e vendicativi, venendo usati anche per attaccare direttamente membri della stampa o avversari politici. In uno dei momenti più bassi, nel giugno 2017, insultò la giornalista Mika Brzezinski con toni accostati a vero e proprio bullismo. Trump usa frequentemente Twitter sia per commenti di natura politica che su eventi di spettacolo e sportivi. Anche se non sono rare le sue accuse ai media di riportare notizie non veritiere, i suoi stessi tweet sono stati accusati tra l'altro anche di rilanciare fake news; tra gli esempi spicca nel mese di marzo 2017 l'accusa infondata al predecessore Obama di averlo fatto illegalmente intercettare durante la campagna elettorale.
All'inizio del 2018, citando articoli con imprecisazioni per lo più poi corretti dagli autori, Trump si inventò i "Fake News Awards". Nel clima di tensione con i media sono coinvolti anche i suoi collaboratori. Nel mese di agosto 2018 la portavoce della Casa Bianca Sarah Huckabee Sanders arrivò a definire la stampa "il nemico del popolo"; il 16 agosto su centinaia di quotidiani statunitensi, come una forma di protesta coordinata, furono pubblicati editoriali a difesa della libertà di stampa.

### Il licenziamento del direttore dell'FBI e l'indagine sulle ingerenze russe
Durante la campagna elettorale del 2016 il Comitato nazionale democratico e John Podesta, presidente della campagna di Hillary Clinton, rimasero vittima di attacchi informatici che portarono alla pubblicazione di varie e-mail private. A inizio ottobre il Dipartimento della Sicurezza Interna e l'ufficio del direttore dell'Intelligence Nazionale affermarono che la responsabilità era riconducibile ai servizi d'intelligence russi, mentre analisti di diverse aziende di sicurezza informatica avevano già confermato che gli autori degli attacchi erano probabilmente gruppi di hacker russi. Nel dicembre 2016 il presidente uscente Obama decretò l'espulsione di 35 diplomatici russi e allargò gli effetti delle sanzioni economiche introdotte nel 2012 in seguito alla morte di Sergej Leonidovič Magnitskij; nello stesso mese era stato rivelato che Obama era a conoscenza dei tentativi russi d'influenzare le elezioni, ma aveva deciso di opporsi con cautela, arrivando solo il 31 ottobre, come gesto più forte, ad utilizzare la linea rossa per intimare direttamente a Putin di cessarli. Mentre lo staff di Trump affermava di non credere pienamente nell'ipotesi d'ingerenza russa e riduceva il tutto al rifiuto dei democratici di accettare la sconfitta, il 6 gennaio 2017 un rapporto dell'ufficio del direttore dell'Intelligence Nazionale affermava che il tentativo d'ingerenza russa per favorire Trump, condotto oltre che con gli attacchi informatici anche con la diffusione di fake news sui social media, era stato ordinato direttamente da Vladimir Putin.
I primi mesi della presidenza Trump sono stati quindi accompagnati da un'indagine dell'FBI e delle commissioni d'inchiesta di entrambe le camere del Congresso, che hanno messo sotto la lente d'ingrandimento i rapporti personali e finanziari di vari membri dello staff di Trump. Nel mese di febbraio l'appena nominato consigliere per la sicurezza nazionale Michael T. Flynn fu costretto a dimettersi dopo che i media avevano riportato di suoi incontri con diplomatici russi non condivisi con il resto della squadra di transizione presidenziale. Il 9 maggio 2017 Trump licenziò il direttore dell'FBI James Comey, ammettendo di non aver gradito il modo in cui ha gestito l'indagine sull'ingerenza russa; l'8 giugno 2017 Comey testimoniò alla commissione d'inchiesta del Senato come quella fosse la vera ragione del suo licenziamento e ogni altro motivo (cattiva amministrazione o la gestione dell'indagine sulle e-mail della Clinton) fossero «menzogne». Comey affermò anche come Trump avesse cercato di dissuaderlo dal portare avanti l'indagine su Flynn e di aver fatto trapelare ai giornalisti resoconti di vari suoi colloqui con il presidente (Comey disse anche di aver annotato ogni singola conversazione intercorsa tra i due) al fine di far nominare un procuratore speciale per sovrintendere l'indagine sull'attività russa e sul coinvolgimento di membri dello staff di Trump; Comey specificò tuttavia che fino al suo licenziamento non era stata avviata nessuna indagine direttamente rivolta a Trump. In precedenza si era rifiutato di confermare pubblicamente l'assenza di un'indagine contro Trump e anche ciò aveva contribuito ad intricare i loro rapporti.
Un procuratore speciale, Robert Mueller, direttore dell'FBI prima di James Comey, era intanto stato nominato dal dipartimento di giustizia il 17 maggio 2017. Il 14 giugno 2017 è stato rivelato che l'FBI aveva avviato un'indagine contro Trump per ostruzione alla giustizia pochi giorni dopo il licenziamento di Comey e Mueller ne aveva assunto la direzione. Il licenziamento del direttore dell'FBI intanto è stato paragonato allo scandalo Watergate e al licenziamento del procuratore speciale Archibald Cox da parte del presidente Nixon, infine costretto a dimettersi per evitare l'impeachment.
Di un possibile impeachment contro Trump si era già iniziato a ipotizzare sin da prima del suo insediamento, idea rilanciata più seriamente, anche da membri del Congresso, dopo il licenziamento di Comey, e in particolare dopo la sua testimonianza al Senato. Il 12 luglio 2017 Brad Sherman, democratico californiano membro della Camera dei Rappresentanti, ha presentato formalmente un articolo per l'impeachment a scopo prevalentemente di "avvertimento" contro la Casa Bianca; vista l'ampia maggioranza dei repubblicani era infatti improbabile che venisse anche solo messo ai voti.
L'8 luglio 2017 intanto era stato reso pubblico il fatto che Donald Trump Jr. e Jared Kushner, nel giugno 2016, tramite un conoscente in comune, avevano incontrato un'avvocata russa, Natalia Veselnitskaya, che si era detta in possesso di materiale compromettente su Hillary Clinton poi, secondo il figlio maggiore di Trump, il quale confermò l'incontro anche rendendo pubblica una serie di e-mail personali, rivelatosi il tutto niente d'importante.
A fine ottobre 2017 Paul Manafort, chairman della campagna presidenziale di Trump nell'agosto 2016, e Rick Gates, anche lui legato alla campagna presidenziale, furono accusati tra gli altri capi d'imputazione di cospirazione, frode fiscale e riciclaggio. Il 1º dicembre 2017 Michael Flynn si dichiarò colpevole di aver mentito all'FBI sull'indagine di inizio anno sui suoi contatti con l'ambasciata russa durante il processo di transizione presidenziale. Altre persone legate alla campagna presidenziale di Trump, tra cui George Papadopoulos e Van der Zwaan, si dichiararono colpevoli dello stesso reato. A febbraio del 2018 tredici persone di nazionalità russa e la Internet Research Agency vennero formalmente accusati di cospirazione ai danni degli Stati Uniti; secondo Mueller da ben prima della discesa in campo di Trump era iniziato un tentativo di matrice russa di creare divisione e scompiglio in occasione delle elezioni del 2016. Nel mese di giugno fu aggiunto all'elenco degli accusati anche il consulente politico russo-ucraino Konstantin Kilimnik, socio in affari di Paul Manafort. Nell'agosto del 2018 un primo processo a carico di Paul Manafort si concluse con la condanna per reati fiscali, mentre gli altri capi d'imputazione la giuria non raggiunse un verdetto unanime.
Secondo un report giornalistico del gennaio 2018, Trump dopo James Comey voleva licenziare anche Robert Mueller a fine giugno 2017 ma venne convinto a desistere dall'intento dai suoi collaboratori. Pubblicamente Trump ha continuato a negare o minimizzare l'esistenza di ingerenze russe nella sua elezione, parlando di "caccia alle streghe" e, a inizio agosto 2018, affermando che il Procuratore generale Sessions dovrebbe forzare la fine delle indagini, attirandosi nuove accuse di tentata ostruzione alla giustizia.

### L'allontanamento di Steve Bannon
Nell'estate del 2017, lo stretto collaboratore del Presidente Steve Bannon fu costretto ad allontanarsi dalla Casa Bianca a seguito delle pressioni di diverse associazioni, tra cui la NAACP, le quali lo ritenevano responsabile della linea "morbida" del Presidente nei confronti di gruppi di nazionalisti bianchi e in particolare riguardo agli accadimenti del Unite the Right rally dell'11-12 agosto 2017.
Nel libro di Michael Wolff Fire and Fury, uscito a gennaio 2018, Bannon descrive i comportamenti "confusionari e caotici" del presidente e delle persone a lui più vicine, definisce la figlia Ivanka una stupida e giudica il comportamento di Donald Trump Jr., Paul Manafort e Jared Kushner riguardo all'incontro con Natalia Veselnitskaya come non patriottico e da traditori; il vicepresidente definì il libro come un racconto di finzione mentre, secondo Trump, Bannon aveva "perso la testa".

### Il caso Stormy Daniels
Già attaccato durante la campagna elettorale più volte per comportamenti inappropriati, tra cui relazioni extraconiugali e molestie effettuate in diversi momenti della sua vita nei confronti di varie donne, a seguito delle conseguenze del caso Harvey Weinstein anche Trump finì nuovamente al centro di nuove accuse del genere. In particolare, all'inizio del 2018 il Wall Street Journal denunciò come l'avvocato personale di Trump, Michael Cohen, pagò poco prima delle elezioni del 2016 l'attrice pornografica Stormy Daniels 130000 dollari per tenere nascosta una relazione extraconiugale del presidente avuta con lei nel 2006. Dopo un primo diniego, nel mese di febbraio Cohen confermò di aver siglato un accordo di riservatezza, ma affermando che Trump non era direttamente coinvolto. Nello stesso mese il New Yorker rivelò l'esistenza di un secondo analogo pagamento di 150000 dollari effettuato all'attrice Karen McDougal per tenere nascosta una presunta relazione protrattasi per diversi mesi tra il 2006 e il 2007. La Daniels, in interviste televisive, confermava poi di aver avuto una breve relazione con Trump e che Cohen era arrivato a minacciarla personalmente al fine di farle firmare l'accordo. Seguì un'indagine dell'FBI e un procedimento legale contro Cohen il quale, nel mese di agosto 2018, si dichiarò colpevole di diversi capi d'imputazione, in particolare ammettendo di essersi reso protagonista di frode fiscale e della violazione delle norme sui finanziamenti alle campagne elettorali, sia per il pagamento effettuato alla Daniels sia per quello a Karen McDougal, entrambi effettuati tramite l'editore American Media. Nell'ammissione di colpa, Cohen implicò direttamente Trump, affermando di aver agito coordinandosi direttamente con lui.

### Le polemiche con i giocatori dell'NFL
Da agosto 2016, molti giocatori della National Football League iniziarono ad esprimere una forma di protesta, inginocchiandosi durante l'inno nazionale eseguito prima di ogni partita, per denunciare le oppressioni, le ingiustizie e in generale fenomeni di razzismo che ancora perdurano nella società americana. Durante la campagna elettorale prima e durante la Presidenza poi, Trump si è mostrato fortemente critico del gesto, invocando squalifiche per i giocatori coinvolti, accusati a suo dire di comportamenti anti-patriottici. Le proteste hanno ricevuto nel tempo l'adesione e il supporto di varie celebrità e personaggi sportivi, i quali sono finiti a loro volta nel mirino delle critiche del presidente; tra queste anche Stephen Curry e vari altri giocatori di primo piano dell'NBA.

### Le proteste al Congresso
In seguito alla sconfitta elettorale contro il candidato democratico Joe Biden il Presidente Trump rifiuta di riconoscere la vittoria del suo sfidante sostenendo che siano stati perpetrati brogli da parte del Partito Democratico. Tutti i successivi ricorsi legali del Partito Repubblicano per ribaltare l’esito delle elezioni vengono respinti sia dalla Corte suprema degli Stati Uniti d'America che dai singoli Stati, permettendo quindi la regolare conferma dell’elezione di Biden nel Congresso degli Stati Uniti il 6 gennaio 2021.
Nella stessa data il Presidente Trump pronuncia un discorso dove rifiuta nuovamente di concedere la vittoria al suo avversario e definisce truccate le ultime elezioni, invitando inoltre i suoi sostenitori a marciare davanti al Campidoglio per protestare contro Camera e Senato del Paese, colpevoli di non aver ribaltato l’esito del voto. A Washington si presentano decine di migliaia di sostenitori del Presidente, in quella che inizialmente pare essere una manifestazione pacifica, salvo poi degenerare in scontri violenti che conducono alla storica occupazione del Congresso da parte di gruppi dell’elettorato repubblicano e di militanti in organizzazioni terroristiche di estrema destra quali Proud Boys e QAnon, che introducono nel Campidoglio bandiere e indumenti raffiguranti simboli inneggianti al nazismo e al suprematismo bianco.
Senatori e deputati vengono immediatamente evacuati e portati in salvo, mentre i manifestanti occupano le aule di Camera e Senato e gli uffici delle più alte cariche della democrazia americana e dei principali avversari politici di Trump, come quello della Speaker della Camera Nancy Pelosi. Nel mezzo della manifestazione Trump pubblica sui propri canali di comunicazione ufficiali un video nel quale invita i manifestanti a tornare a casa evitando qualunque forma di violenza e rispettando l’autorità delle forze dell’ordine, rimarcando comunque l’irregolarità delle elezioni. Nelle ore successive Facebook, Instagram e Twitter censurano il Presidente degli Stati Uniti rimuovendo tali post e silenziando i suoi account ufficiali per 24 ore. Al termine della manifestazione a Capital Hill il bilancio è di 5 morti e almeno 14 feriti.

## Indice di gradimento

Indice di gradimento rilevato da Gallup